# Crotalaria cistoides
Crotalaria cistoides är en ärtväxtart som beskrevs av John Gilbert Baker. Crotalaria cistoides ingår i släktet sunnhampor, och familjen ärtväxter.

## Underarter
Arten delas in i följande underarter:
- C. c. cistoides
- C. c. orientalis